# Finn Poulsen (landsretssagfører)
 Der er flere personer med dette navn, se Finn Poulsen.
Markus Finn Poulsen (født 30. oktober 1910 i Svendborg, død 6. februar 1999) var en dansk sagfører og politiker. Han var medlem af Folketinget for Venstre fra 1948 til 1950 og fra 1960 til 1968.

## Opvækst, familie, uddannelse og erhverv
Finn Poulsen blev født i Svendborg i 1910. Hans forældre sagfører Rasmus Christian Poulsen og Inger Nygaard Markussen. Han blev student fra Svendborg Statsgymnasium i 1929 og cand.jur. i 1935. Han var sagførerfuldmægtig i København 1935-1936 og i Grenå fra 1936 til 1938. I 1938 blev han sagfører i Svendborg og fra 1940 landsretssagfører.
Poulsen var medlem af Advokatrådet fra 1957 og næstformand for foreningen Nordens Svendborg afdeling fra 1946.
Han var bestyrelsesmedlem i Svendborg Avis, Svendborg Amts Frugtsalgsforening (til 1963), Maskinfabrikken "Svendborg", Svendborg Bryghus og forsikringsaktieselskaberne "Nordlyset" og "Nordlyset Liv". Han var bestyrelsesformand i aktieselskabet "Carl J. Nielsen", "A.T. Møller", Rygaard Savværk og Skandinavisk Tændstavfabrik.
Poulsen blev gift 19. februar 1940 med Ulla Vibeke Lerche-Thomsen (født 1918).

## Politisk karriere
Finn Poulsen var formand for Svendborg Venstrevælgerforening fra 1939 til 1950 og bestyrelsesmedlem i Svendborgkredsens Venstre fra 1942.
Han var byrådsmedlem i Svendborg Kommune fra 1946 til 1962 og folketingskandidat for Venstre i Assenskredsen fra 1947 til 1950 og i Højrupkredsen fra 1953.
Finn Poulsen indtrådte første gang i Folketinget 30. maj 1948 som afløser for Søren P. Larsen der var død dagen før, og var medlem af Folketinget til valgperioden endte ved næste valg i 1950. Han blev valgt til Folketinget igen ved folketingsvalget i 1960 og var medlem indtil valget i 1968. Han blev medlem af Landsskatteretten i 1962 og af Folketingets  Finansudvalg i 1964.